# Малий Маяк
Мали́й Мая́к (до 1945 року — Бую́к-Ламба́т, крим. Büyük Lambat) — село в Україні в Ялтинському районі, підпорядковане Алуштинській міській раді Автономної Республіки Крим. Курортне селище на південному березі Криму, належить до Великої Алушти. Назва села до 1945 року, коли були депортовані кримські татари, Бюю́к-Ламба́т перекладається з кримськотатарської мови як Великий Маяк.

## Географія

### Розташування
Малий Маяк розташований на березі моря поряд із реліктовим парком Карасан, Кучук-ламбатським заповідником, Карабахом і горою Кастель. Розташований за 10 км від Алушти (автошлях E105, з яким збігається М18) і за 25 км від Ялти. З Малого Маяку починається стежка Талма-Богаз на Бабуган-яйлу, Парагільмен.

### Клімат
Має унікальний природний мікроклімат. Середньорічна температура +18°С (липень +23,5°С, лютий +4,1 °С), сонце — 2300 годин на рік. Перебування на курорті рекомендується для лікування захворювань органів дихання та нервової системи.

## Історія
Поблизу сіл Малого Маяка, Запрудного й Кипарисного знайдено знаряддя праці раннього й стоянка пізнього палеоліту, виявлено залишки поселень доби неоліту, бронзи, таврського й античного часів, а також середньовічних
могильника, кількох поселень, укріплення VIII—XV ст.
В селі знаходяться руїни мечеті  XIX століття Бююк-Ламбат Джамісі.
Недалеко від Малого Маяка знайдено рештки монастиря X—XII століть.

## Населення
За даними перепису населення 2001 року, у селі мешкали 2203 особи. Мовний склад населення села був таким:
| Мова              | Число ос. | Відсоток |
| ----------------- | --------- | -------- |
| українська        | 209       | 9,49     |
| російська         | 1907      | 86,56    |
| кримськотатарська | 70        | 3,18     |
| молдавська        | 2         | 0,09     |
| білоруська        | 1         | 0,05     |
| угорська          | 1         | 0,05     |

## Економіка
Поблизу Малого Маяка — Шархинський кар'єр.

## Галерея

Малий Маяк. Селищна рада. 2012 р.
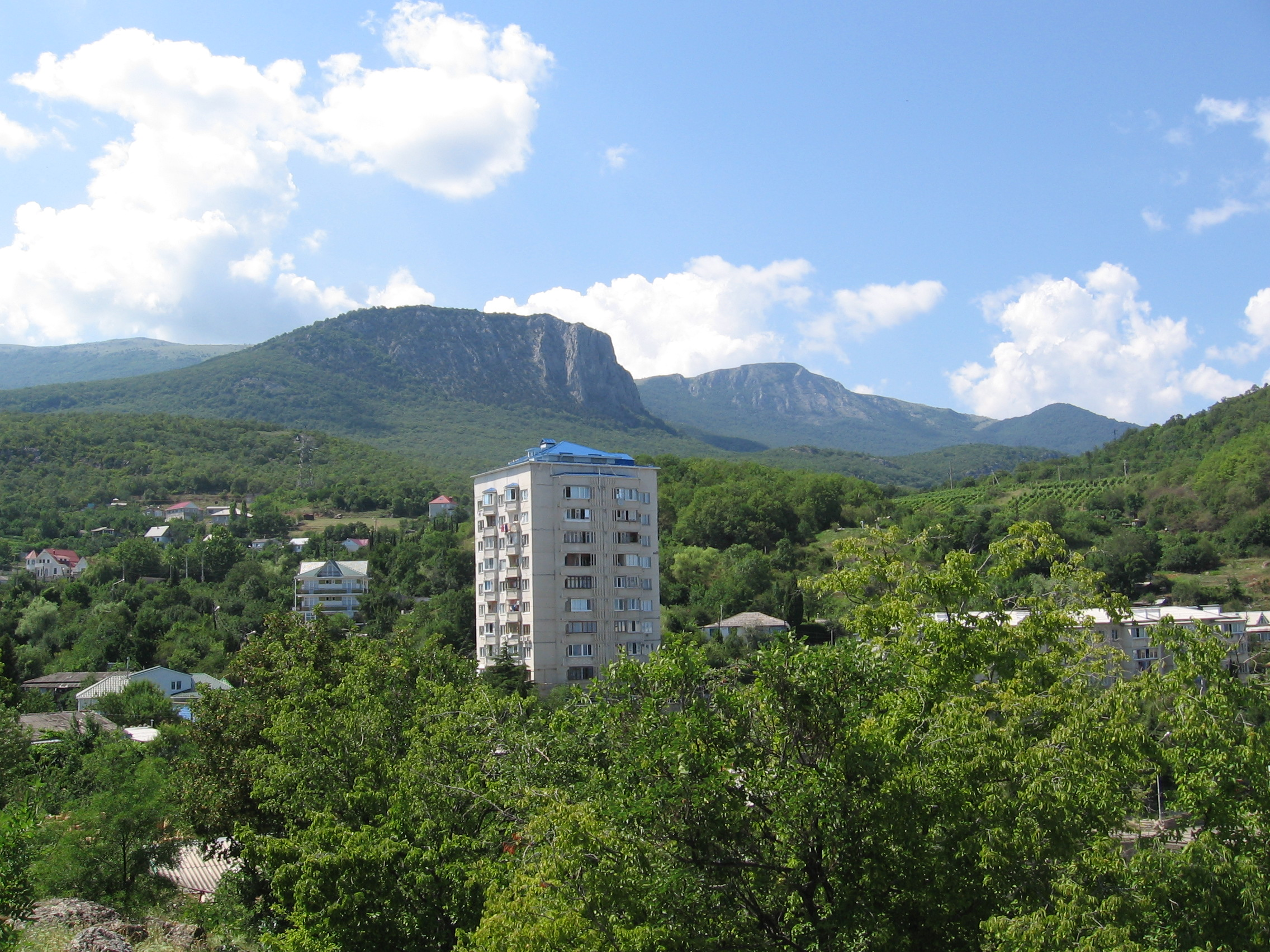
Малий Маяк. Над селищем — гора Парагільмен
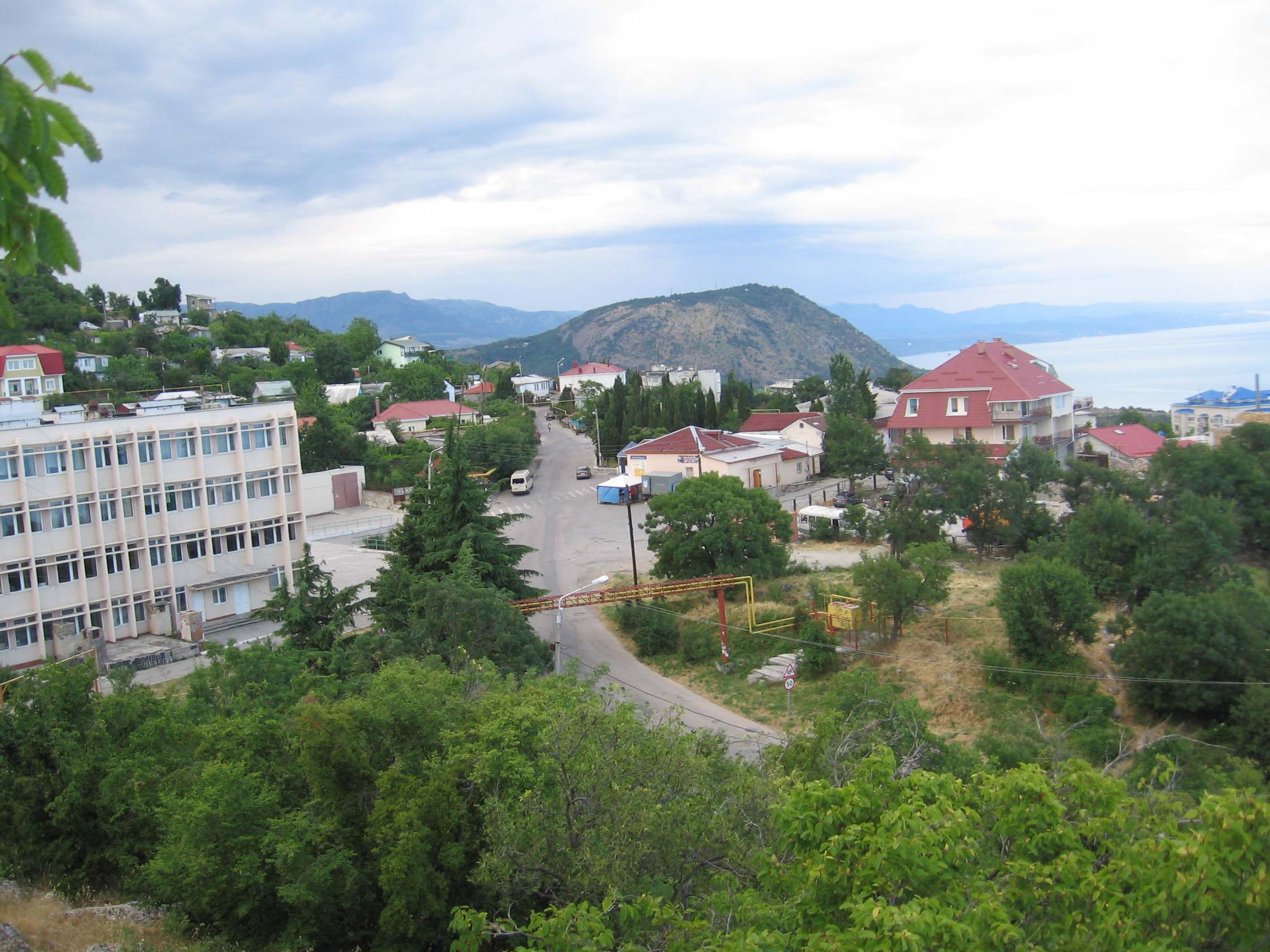
Малий Маяк. На другому плані — гора Кастель.
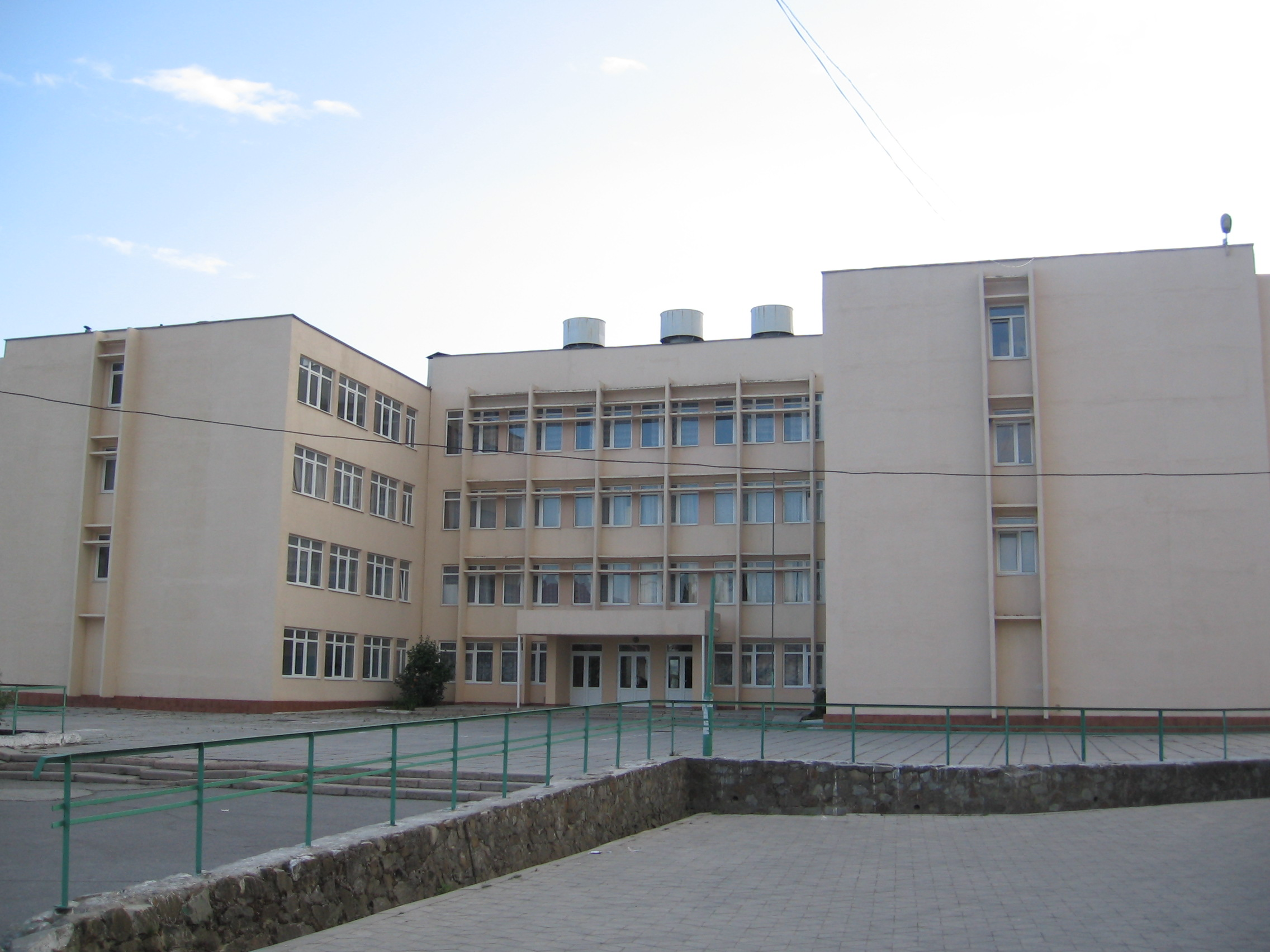
Малий Маяк. Школа.
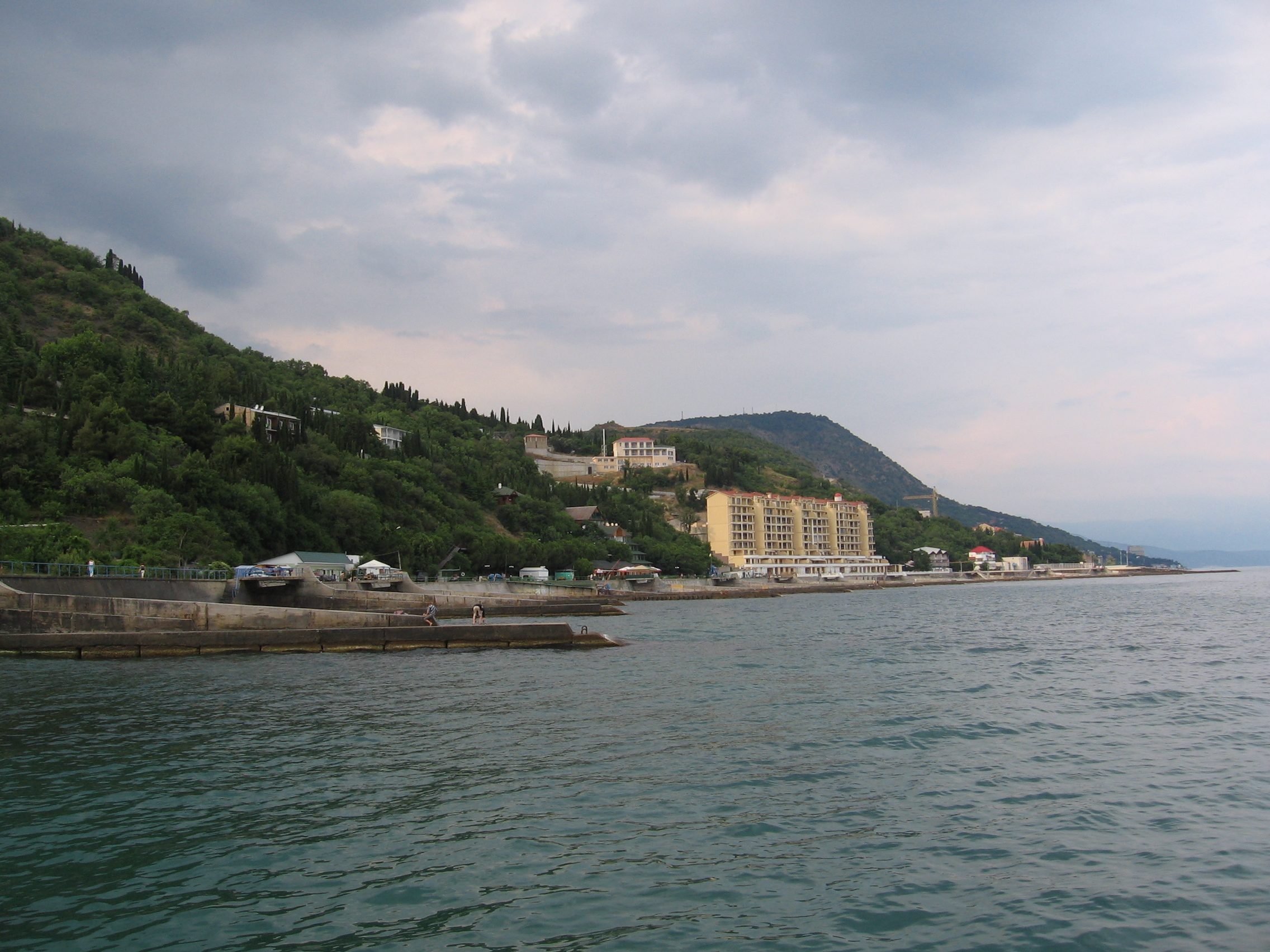
Малий Маяк. Крим. Вид з моря.
Малий Маяк. Крим. Пам'ятна стела селищному голові Леоніду Малику.
Малий Маяк.  Житлові будинки.